# Église Saint-Pierre de Marnay
Pour les articles homonymes, voir Église Saint-Pierre.
L'église Saint-Pierre de Marnay est une église catholique située à Faye-la-Vineuse, en France.

## Histoire
Sa construction date du XIIe siècle.
« Les paroisses de Faye (67 ha) et Saint-Jouin (4 ha, la plus petite paroisse de Touraine) forment des enclaves à l’intérieur de celle de Marnay (1490 ha). La morphologie semble ainsi indiquer la postériorité des paroisses de Faye et Saint-Jouin à celle de Marnay. (...) L’ancien centre carolingien de Faia, établi près du cours d’eau l’Auzon, dans lequel était déjà installé un centre cultuel qui possède le statut paroissial, aurait pu prendre postérieurement le nom de Marnay qui n’apparait pas dans les archives avant le XVe siècle. »
Par décret du 22 août 1813, l'église paroissiale de Marnay fut vendue, et il fut stipulé que le produit de la vente serait employé à consolider l'église de Faye qui menaçait ruine.
Cette église a été vendue en 1813, après que la paroisse du hameau a été fusionnée avec celle de Faye en 1799.
L'église est inscrite au titre des monuments historiques par arrêté du 27 novembre 1951. Elle est aujourd'hui utilisée comme grange.

## Description
La charpente qui date du XVe siècle en conserve encore des traces de peinture. Une litre funéraire se retrouve aussi sur certains murs. La porte d'entrée est en arc brisé.